# Berlanga del Bierzo (kommunhuvudort)
Berlanga del Bierzo är en kommunhuvudort i Spanien.   Den ligger i provinsen Provincia de León och regionen Kastilien och Leon, i den nordvästra delen av landet, 300 km nordväst om huvudstaden Madrid. Berlanga del Bierzo ligger 805 meter över havet och antalet invånare är 412.
Terrängen runt Berlanga del Bierzo är lite kuperad. Runt Berlanga del Bierzo är det ganska glesbefolkat, med 26 invånare per kvadratkilometer. Närmaste större samhälle är Bembibre, 20,0 km sydost om Berlanga del Bierzo. I omgivningarna runt Berlanga del Bierzo växer i huvudsak blandskog.